# Frank Klawonn (Mathematiker)
Frank Klawonn (* 1964 in Braunschweig) ist ein deutscher Mathematiker und Informatiker. Er ist an der Ostfalia Hochschule für angewandte Wissenschaften in Wolfenbüttel Professor am Institut für angewandte Informatik, dessen geschäftsführender Leiter er ist. Zugleich ist er Leiter der Projektgruppe „Bioinformatik und Statistik“ am Helmholtz-Zentrum für Infektionsforschung in Braunschweig und Privatdozent an der Carl-Friedrich-Gauß-Fakultät der Technischen Universität Braunschweig am Department für Informatik.

## Ausbildung und Beruf
Nach dem Diplom-Studium in Mathematik und Informatik an der Technischen Universität Braunschweig (Diplom 1988) folgte an derselben Hochschule von 1988 bis 1993 eine Tätigkeit als Forschungsassistent am Institut für Informatik und 1992 die Promotion in Informatik.
Ab 1993 bis 1997 war Frank Klawonn als Postdoktorand bei der Fraunhofer-Gesellschaft in Kooperation mit industriellen Partnern u. a. in den Bereichen Fuzzy-Logik-Analysen, Klassifikation sowie Muster- und Bilderkennung tätig. 1996 erfolgte die Habilitation in Informatik  an der Technischen Universität Braunschweig und im selben Jahr war er Gastprofessor an der österreichischen Johannes Kepler Universität Linz sowie 1997 Professor für Informatik an der Fachhochschule Oldenburg/Ostfriesland/Wilhelmshaven.
Seit 1999 ist Frank Klawonn außerdem in leitender Funktion als Mitglied der European Society for Fuzzy Logic and Technology tätig.

## Forschungsarbeiten
Data-Mining und explorative Datenanalyse, Fuzzy-Systeme, künstliche neuronale Netze, evolutionäre Algorithmen, Bioinformatik und Systembiologie